# Nueva Ola (ciencia ficción)
La Nueva Ola (New Wave), también conocida por New Thing (en inglés Nueva
Cosa), es una corriente literaria dentro de la ciencia ficción surgida durante los 60 y que duró hasta los 70.
La Nueva Ola tiene su origen en la revista británica New Worlds, dirigida por Michael Moorcock desde 1965 hasta 1972. En ella participan algunos de los autores británicos
que luego serían los referentes de este movimiento: Brian W. Aldiss, J. G. Ballard, John Brunner o el propio Michael Moorcock.  Más tarde la corriente saltaría el charco para influir poderosamente en jóvenes autores estadounidenses entre los que destacaron Robert Silverberg, Thomas M. Disch o Harlan Ellison, quien sería también recopilador de la antología de relatos breves paradigmática del movimiento: Visiones peligrosas.

## Autores
Algunos autores característicos de este movimiento:
En Inglaterra:
- Michael Moorcock
- Brian W. Aldiss
- J. G. Ballard
- John Brunner

En Estados Unidos:
- Philip K. Dick
- Ursula K. Le Guin
- Harlan Ellison
- Robert Silverberg
- Thomas M. Disch
- Roger Zelazny
- Samuel R. Delany
- James Tiptree Jr.
- Norman Spinrad
- Kurt Vonnegut
- Philip José Farmer
- R. A. Lafferty